# Zaleplon
El zaleplon es un fármaco análogo de las benzodiazepinas, también conocidos como Fármacos Z,  derivado de la 4-cianopirazolo[1,5-a]5-benzopirimidina utilizado bajo el nombre comercial de Sonata[cita requerida] y que se utiliza casi exclusivamente para el tratamiento del insomnio de manera puntual. El fármaco se presenta en forma de cápsulas duras con concentraciones de 5 y 10 mg.

## Acción y mecanismo
El zaleplon es un agente hipnótico que parece actuar como agonista de los receptores benzodiazepínicos BZ1 que controlan la apertura/cierre del canal iónico de entrada de Cl-, integrado con el receptor GABA. La acción sobre este receptor es capaz de modular el funcionamiento de este complejo, potenciando la acción del GABA. Como Compuesto análogo a las benzodiazepinas guarda una estrecha relación farmacológica con zopiclona y zolpidem, y en menor medida con las mismas benzodiazepinas. 
El zaleplon reduce el período de conciliación del sueño e incrementa la duración del sueño durante la primera mitad de la noche, conservando el porcentaje de tiempo empleado en cada una de sus fases.

## Farmacocinética
- Absorción: El zaleplon se absorbe rápidamente después por vía oral y la concentración máxima se alcanzan en aproximadamente 1 hora.
- Distribución: Es un medicamento lipofílico que atraviesa fácilmente la barrera hematoencefálica, con lo que su acción fundamental se ubica en el sistema nervioso central.
- Metabolismo: Los metabolitos principales del zaleplon son 5-oxo-zaleplon mediante la aldehído oxidasa, desetilzaleplon por el CYP3A4 y posteriormente 5-oxo-desetilzaleplon por la aldehído oxidasa. la reacción de Tipo II se da sobre todo mediante la glucuronidación. Todos los metabolitos del zaleplon son inactivos.
- Excreción: Se excreta inactivo en orina (71%) y en heces (17%). Más de la mitad de eliminación por orina es en forma de 5-oxozaleplon y su glucurónido. En heces la recuperación es en forma de 5-oxo-zaleplon.

## Indicaciones
- Insomnio: Indicado solamente cuando el trastorno es severo, causando una angustia e incapacidad al individuo.[1]

## Contraindicaciones
Insuficiencia hepática grave, hipersensibilidad al zaleplon, síndrome de apnea del sueño, miastenia gravis, insuficiencia respiratoria severa y menores de 18 años.

## Advertencias
- Riesgo de sobredosis: Debe advertirse a los pacientes que no tomen una segunda dosis en una misma noche.
- Tolerancia: Puede producir tolerancia después del uso repetido durante algunas semanas.

Dependencia: Puede producir dependencia psicológica.
- Produce un "efecto rebote" tras la retirada del tratamiento prolongado.
- Suele inducir amnesia anterógrada. Esta se ve aumentada si se produce una alteración del sueño repentina.
- Reacciones psiquiátricas y "paradójicas": Cuando se usan benzodiacepinas o fármacos tipo benzodiacepinas, se sabe que aparecen reacciones tales como intranquilidad, agitación, irritabilidad, agresividad, delirio, furor, pesadillas, alucinaciones, psicosis, conducta inapropiada y otros efectos sobre el comportamiento.
- Abuso de alcohol y drogas: No se recomienda su uso en pacientes toxicómanos ni alcohólicos.
- Lesiones Hepáticas: Las benzodiazepinas y los fármacos tipo benzodiazepinas no están indicadas para el tratamiento de pacientes con insuficiencia hepática grave, ya que pueden desencadenar una encefalopatía.
- Insuficiencia respiratoria: Debe tenerse precaución cuando se prescriben medicamentos sedantes a pacientes con insuficiencia respiratoria crónica.
- Depresión: Aumenta el riesgo de suicidio
- Niños: No se recomienda la utilización en niños.
- Efectos sobre la capacidad para conducir y utilizar máquinas: La sedación, la amnesia, una menor concentración y una alteración de la función muscular pueden afectar negativamente a la capacidad de conducir o de usar máquinas. Si no se duerme lo suficiente, puede aumentar la probabilidad de una menor capacidad de atención.

## Precauciones
Se recomienda precaución en pacientes que realicen actividades de habilidad. 

## Efectos adversos
- Los efectos adversos más llamativos que pueden esperarse de zaleplon son cefaleas leves, astenia, somnolencia y vértigos.
- Amnesia: puede producirse amnesia anterógrada cuando se usan dosis terapéuticas recomendadas.
- Depresión: durante el uso de benzodiazepinas o fármacos tipo benzodiazepinas, puede desenmascararse una depresión preexistente.
- Reacciones psiquiátricas y "paradójicas": Cuando se usan benzodiacepinas o fármacos tipo benzodiazepinas, se sabe que se producen reacciones tales como intranquilidad, agitación, irritabilidad, agresividad, delirios, furor, pesadillas, alucinaciones, psicosis, conducta inapropiada y otros efectos adversos sobre el comportamiento. La aparición de estas reacciones es más probable en niños y en ancianos.
- Dependencia: El uso (incluso a dosis terapéuticas) puede producir la aparición de una dependencia física. La interrupción de la terapia puede producir síndrome de abstinencia o fenómeno de rebote. Puede producirse dependencia psíquica. Se ha informado de abuso de benzodiazepinas y fármacos análogos de benzodiazepinas.

## Sobredosis
- Síntomas: Como ocurre con otras benzodiazepinas o fármacos tipo benzodiazepinas, la sobredosis no debe presentar una amenaza para la vida a menos que se combine con otros depresivos del sistema nervioso central (incluyendo alcohol).
- Tratamiento: Después de la sobredosis debe inducirse el vómito si el paciente está consciente (antes de una hora) o realizarse un lavado gástrico protegiendo las vías respiratorias si el paciente está inconsciente. Si no se observa mejoría tras el vaciado de estómago, debe administrarse carbón activado para reducir la absorción. Debe prestarse una atención especial a las funciones respiratorias o cardiovasculares en una unidad de cuidados intensivos.
- La sobredosis con benzodiazepinas o con fármacos tipo benzodiazepinas normalmente se manifiesta por diferentes grados de depresión del sistema nervioso central que van de la somnolencia al coma. En los casos leves, los síntomas incluyen somnolencia, confusión mental y letargia, en casos más graves, los síntomas pueden incluir ataxia, hipotonía, hipotensión, depresión respiratoria, rara vez coma y muy rara vez la muerte.

El flumanezil puede ser útil como antídoto.

## Embarazo
Categoría C de la FDA. 

## Lactantes
Zaleplon se excreta en la leche materna, no debe administrarse a madres en periodo de lactancia.

## Uso en niños
No se dispone de datos en niños (menores de 18 años) y, por tanto, no se recomienda la prescripción de Zaleplon a niños.

## Uso en ancianos
Zaleplon puede administrarse a ancianos, incluyendo mayores de 75 años. El perfil farmacocinético de zaleplon no difiere significativamente en hombres y mujeres ancianos, incluidos los mayores 75 años, del perfil en sujetos jóvenes sanos.

## Efectos sobre la capacidad de conducir
Las benzodiazepinas tienden a producir disminución de los reflejos, pequeñas alteraciones de la coordinación psicomotriz y del estado de alerta. Por tanto, los pacientes tratados con estos fármacos deberían evitar en lo posible la conducción de vehículos o el manejo de maquinaria compleja especialmente durante las primeras horas de la mañana si ha tomado el medicamento por la noche (por la somnolencia residual). No tome bebidas alcohólicas.